# Forza Motorsport
Forza Motorsport – amerykańska konsolowa gra z serii Forza Motorsport symulująca wyścigi samochodowe wyprodukowana przez Microsoft Game Studios oraz przez nią wydana, 3 maja 2005 roku.

## Rozgrywka
Forza Motorsport jest symulatorem wyścigów samochodowych.
Do gry wprowadzono 15 marek a wśród nich około 200 samochodów, które mogą być tuningowane.
W grze wprowadzony został tryb gry wieloosobowej za pośrednictwem Xbox Live.